# 1833 aux échecs
| Années des échecs : 1830 - 1831 - 1832 - 1833 - 1834 - 1835 - 1836    |
| Décennies des échecs : 1800 - 1810 - 1820 - 1830 - 1840 - 1850 - 1860 |

Cet article présente les faits marquants de l'année 1833 aux échecs.

## Événements majeurs
Créations de clubs d'échecs: 
- Berliner Schachgesellschaft (société d'échecs de Berlin[1]), le plus vieux club d'Allemagne encore en activité;
- St. George's chess club[1].

## Naissances
- 15 janvier : Louis Paulsen[1],[2] naît dans le comté de Lippe, en Confédération germanique. Il sera l'un des plus forts joueurs au monde dans les années 1860 et 1870.